# Bäve kyrka
Bäve kyrka är en kyrkobyggnad sedan 1974 i Bäve församling (tidigare Uddevalla församling) i Göteborgs stift. Den ligger i Uddevalla kommun.

## Historia
Bäve medeltida kyrka var av sten och byggd på 1100-talet. "S. Michaels Kircke" låg bara några hundratal meter från Uddevalla kyrka, och användes fram till slutet av 1500-talet. Vid sin visitation 1594 fann biskop Jens i Oslo att kyrkan var så förfallen att den måste rivas, och den revs före 1624. Bäveborna fick i stället "stolerum" i Uddevalla kyrka. Sedan dess har det inte funnits någon kyrka förrän modern tid.

## Kyrkobyggnaden
Kyrkan uppfördes 1973 efter ritningar av arkitekt Carl-Anders Hernek. Invigningen genomfördes 26 augusti 1973. År 2008 genomgick kyrkan en omfattande renovering och ombyggnad. Den består nu av två låga kvadratiska byggnadskroppar vilka sammanfogats i ett av vardera byggnadsdelens hörn. I mötet mellan de två delarna inryms huvudentrén och innanför den ett kyrktorg. Den ena byggnadsdelen innehåller kyrkosal och sakristia, den andra olika församlingslokaler. 
Längs väggarna på fasaden finns en 160 meter lång relieffris av Bertil Berggren Askenström kallad "Evangelium i  aluminium".

## Inventarier
- Stora korset framme vid altaret är tillverkat av Torsten Mellgren.
- Gobelängen bakom altaret är utförd av Kerstin Sunderg 1973.
- Altarkorset i glas och silver har utformats av Bertil Berggren Askenström.
- Orgeln med två manualer och 17 stämmor är byggd 1973 av Lindgrens orgelbyggeri.
- Dopfunten är helt i trä med kvadratiskt skaft. Funten har en kraftig, cirkelrund cuppa där en glasskål är placerad i en fördjupning i mitten.

## Bildgalleri

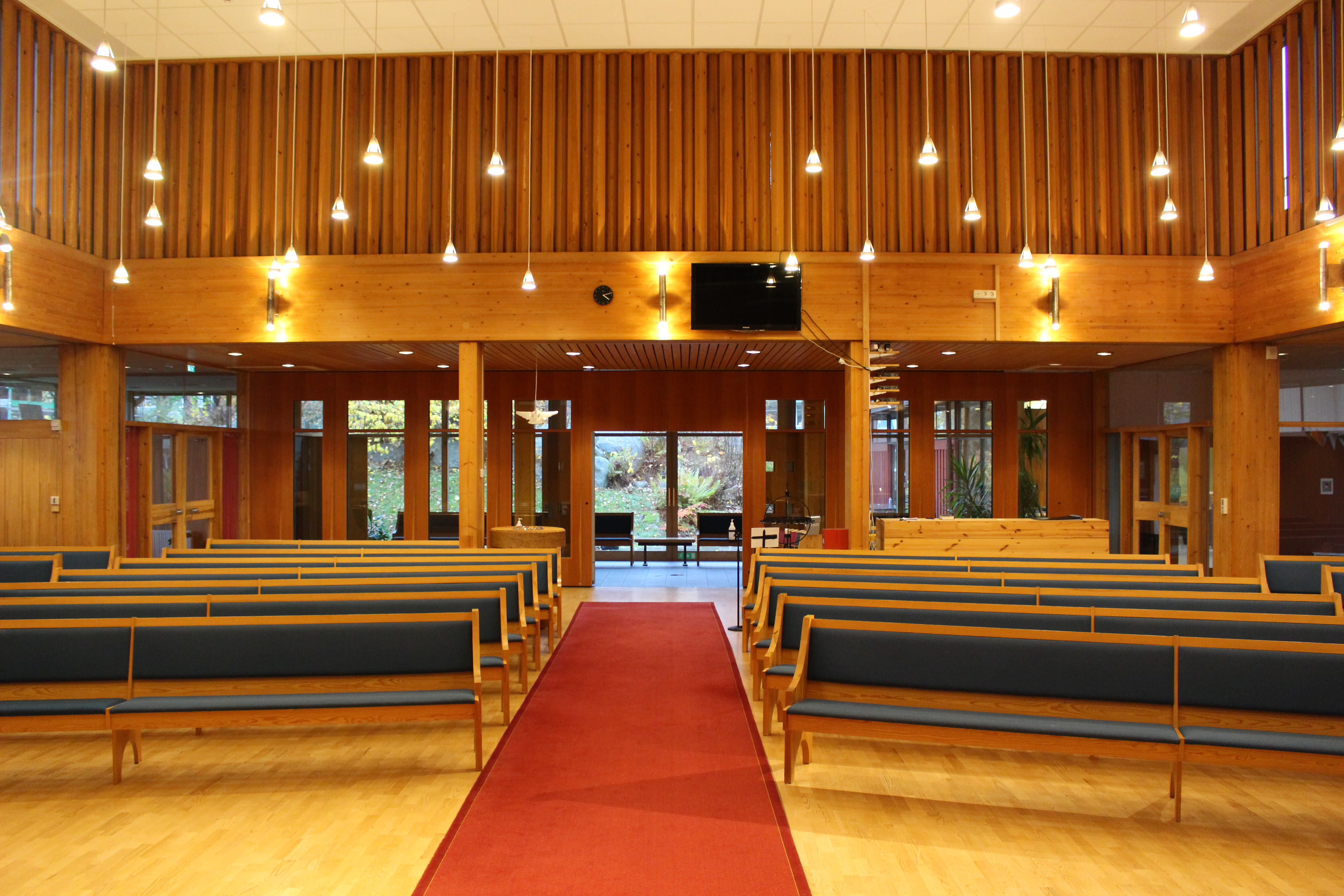
Kyrkorum mot ingång
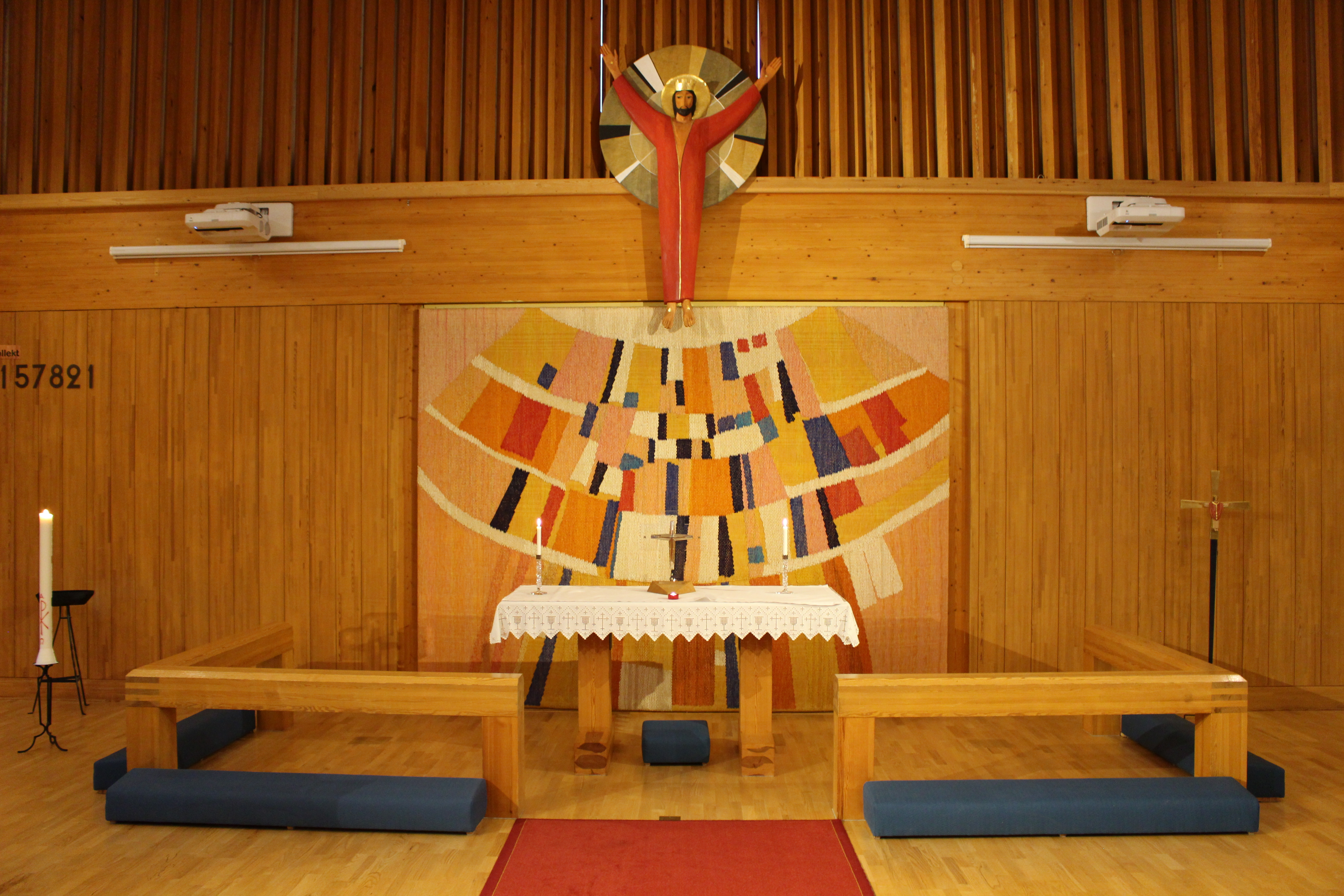
Kor med altare
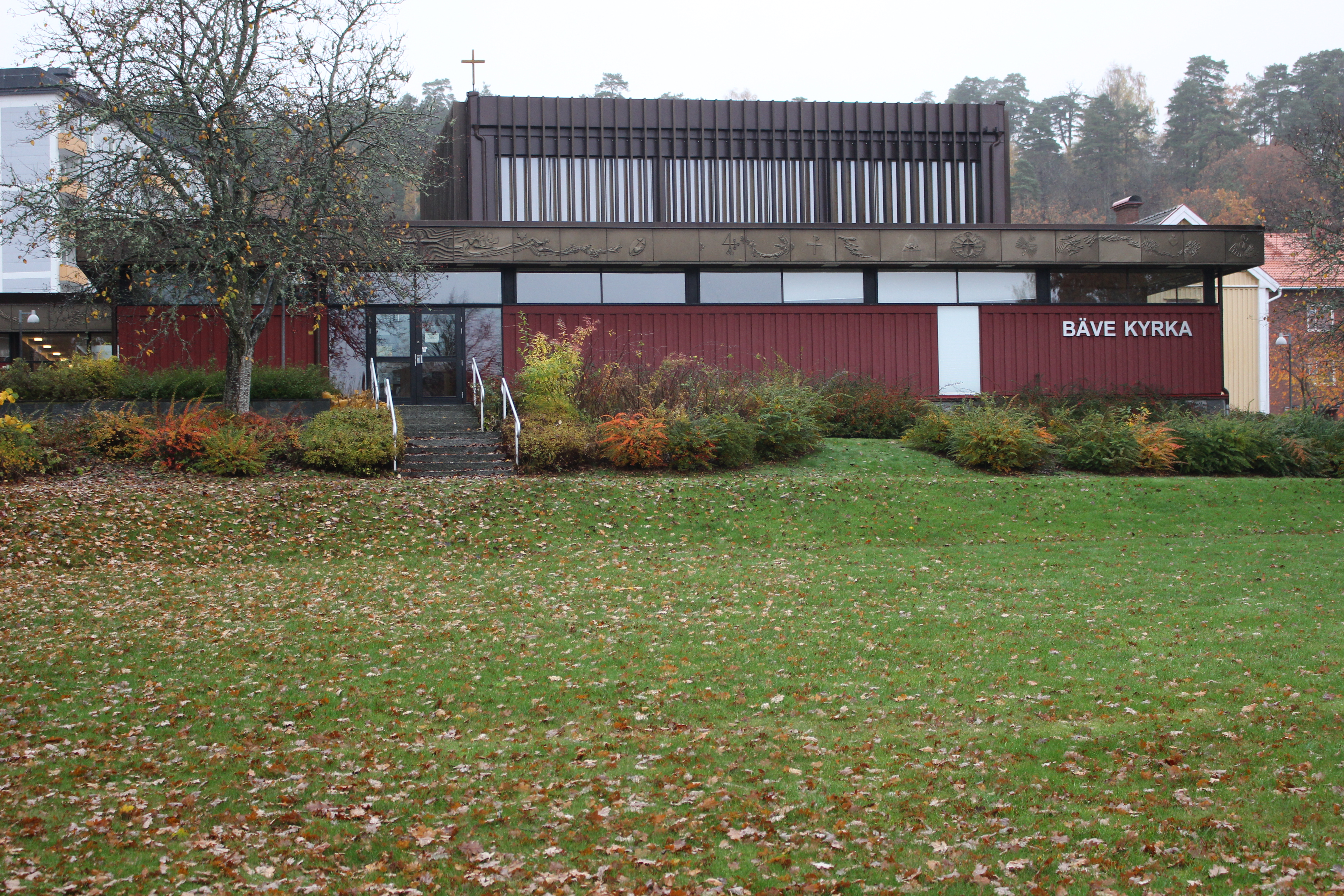
Kyrkan bakifrån

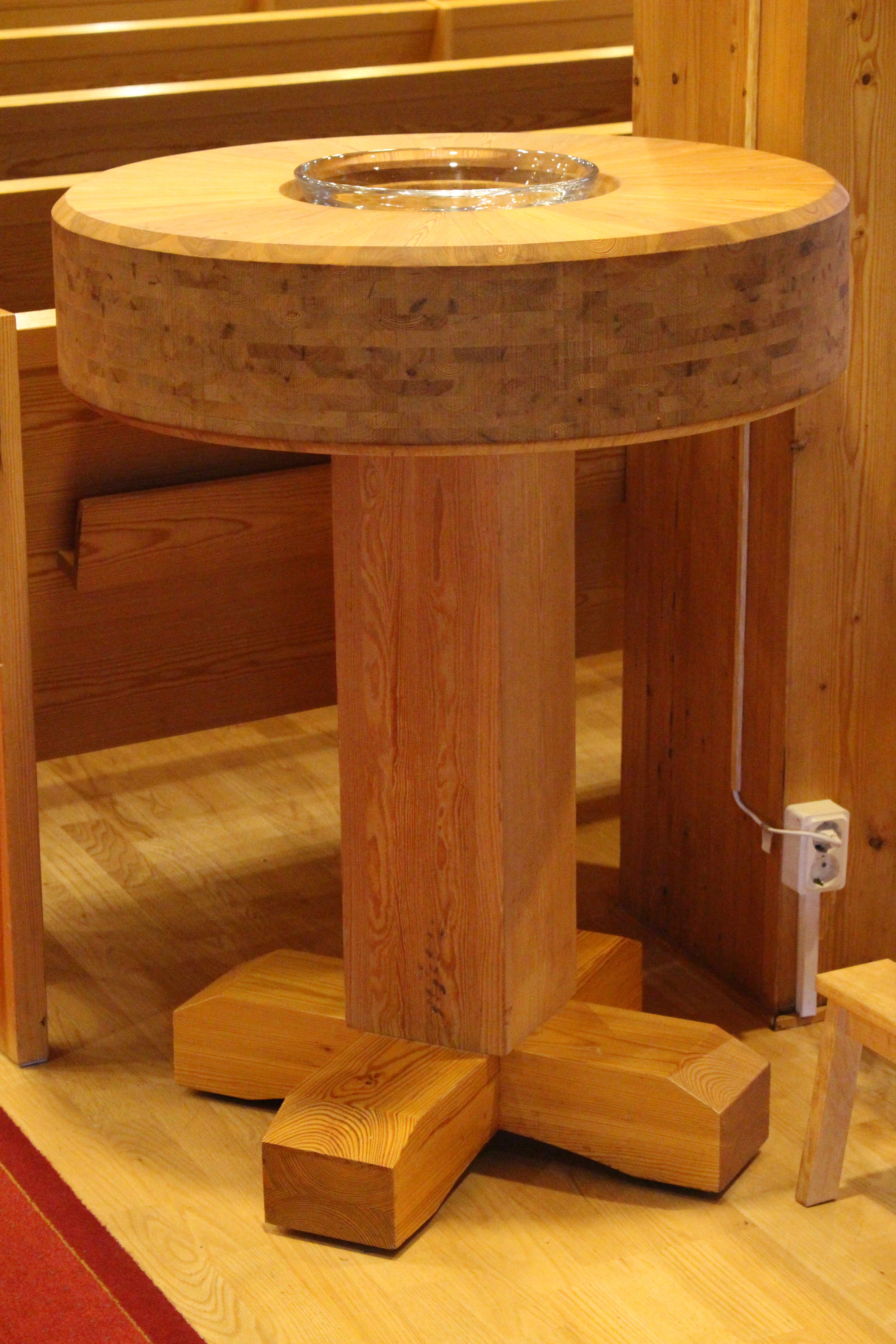
Dopfunt
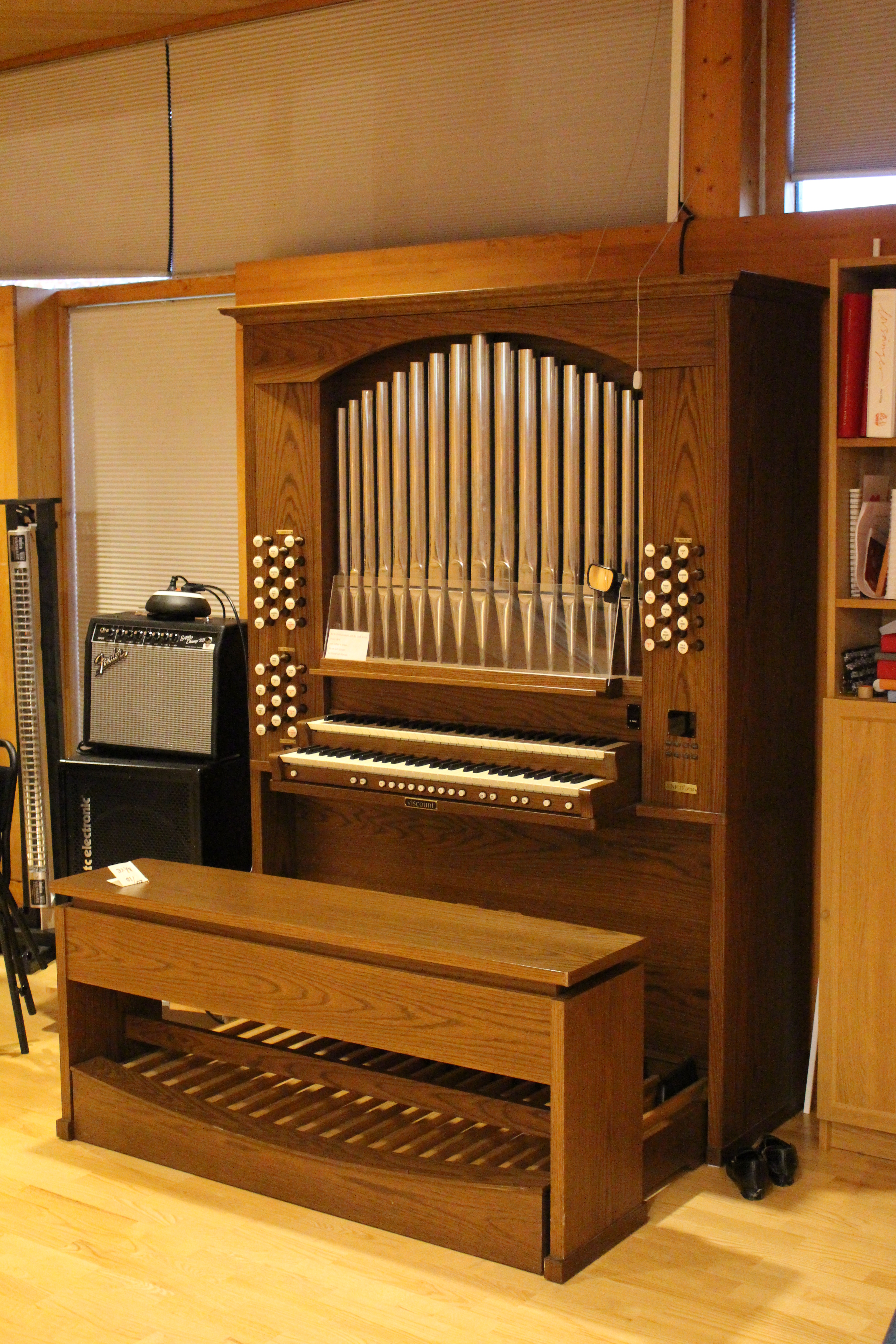
Liten orgel
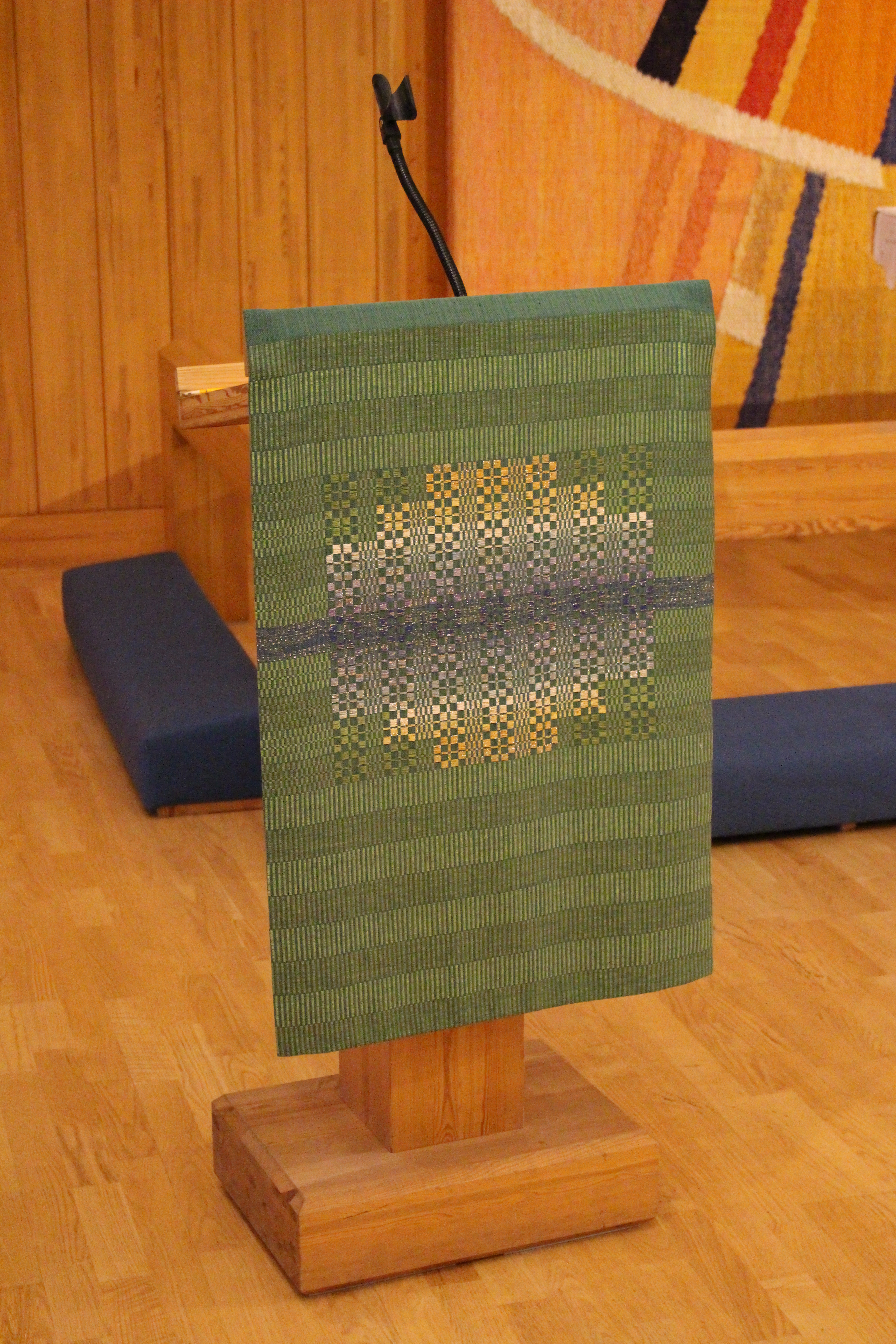
Ambo